# Chris Mears
 (avril 2014).
Si vous disposez d'ouvrages ou d'articles de référence ou si vous connaissez des sites web de qualité traitant du thème abordé ici, merci de compléter l'article en donnant les références utiles à sa vérifiabilité et en les liant à la section « Notes et références ».
Chris Mears, né le 7 février 1993 à Reading en Angleterre dans la province de Berkshire, est un plongeur et disc-jockey britannique.

## Biographie
En janvier 2009, l'athlète a subi une rupture de la rate à Sydney, où il prenait part au Festival olympique australien de la jeunesse. Il a réussi à se remettre complètement de l'accident, bien que les médecins lui eussent donné seulement 5 % de chances de survie à son entrée à l'hôpital.
Il participe aux Jeux olympiques de Londres de 2012 au tremplin de 3 m et termine 9e dans la compétition individuelle et 5e de l'épreuve synchronisée avec son coéquipier Nick Robinson.
En janvier 2013, Chris pose nu dans le magazine britannique Gay Times dans un numéro spécial consacré à la lutte contre le VIH.
Lors des Jeux olympiques d'été de 2016, il remporte avec son coéquipier Jack Laugher l'épreuve de plongeon synchronisé à trois mètres, devant les États-Unis et la Chine, tenante du titre. Il s'agit de la première médaille d'or olympique de l'équipe britannique de plongeon.

## Championnats
| Competition                                    | 2008 | 2009 | 2010 | 2011 | 2012 | 2013 | 2014 |
| ---------------------------------------------- | ---- | ---- | ---- | ---- | ---- | ---- | ---- |
| Olympics, 3 m springboard                      |      |      |      |      | 9th  |      |      |
| Olympics, 3 m synchro                          |      |      |      |      | 5th  |      |      |
| Commonwealth Games, 3 m springboard            |      |      |      |      |      |      |      |
| Commonwealth Games, 3 m synchro                |      |      | 4th  |      |      |      |      |
| World Championships, 1 m springboard           |      |      |      | 14th |      | 16th |      |
| World Championships, 3 m springboard           |      |      |      | 30th |      | 31st |      |
| World Championships, 3 m synchro               |      |      |      | 7th  |      | 8th  |      |
| European Championship, 3 m springboard         |      |      | 19th |      | 8th  |      |      |
| European Championship, 3 m synchro             |      |      | 5th  |      | 5th  |      |      |
| FINA World Cup, 3 m springboard,               |      |      | 17th |      | 16th |      |      |
| World Junior Championship, 1 m springboard,    | 15th |      |      |      |      |      |      |
| World Junior Championship, 3 m springboard,    | 7th  |      |      |      |      |      |      |
| European Junior Championship, 1 m springboard, | 2nd  |      |      |      |      |      |      |
| European Junior Championship, 3 m springboard, | 2nd  |      |      |      |      |      |      |
| European Junior Championship, 10 m platform,   | 3rd  |      |      |      |      |      |      |
| British Championship, 3 m springboard,         | 8th  |      | 5th  | 3rd  | 3rd  | 7th  |      |
| British Championship, 3 m synchro,             | 2nd  |      | 1st  | 1st  | 1st  |      |      |
| British Championship, 1 m springboard,         | 4th  |      | 5th  | 2nd  |      | 3rd  |      |
| British Gas National Cup, 1 m springboard,     |      |      |      |      |      |      |      |
| British Gas National Cup, 3 m springboard,     |      |      | 7th  | 3rd  | 2nd  |      |      |
| British Gas National Cup, 3 m syncho,          |      |      | 1st  | 1st  |      |      |      |